# 립코보시

립코보 시의 위치

립코보시(마케도니아어: Општина Липково, 알바니아어: Komuna e Likovës)는 마케도니아 공화국 북부에 위치한 지방 자치체로 행정 중심지는 립코보이며 면적은 267.82km2, 인구는 27,058명(2002년 기준)이다. 북쪽으로는 세르비아와 국경을 접하며 서쪽으로는 추체르산데보 시, 남서쪽으로는 스코페, 남쪽으로는 아라치노보 시, 동쪽으로는 쿠마노보 시와 접한다.